# Albert de Brudzewo

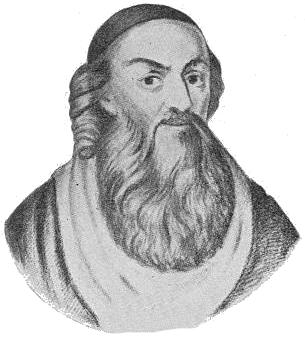
Albert Blar, genannt Brudzewski

Albert Blar von Brudzewo (polnisch Wojciech Brudzewski, lateinisch de Brudzewo) (* 1445 in Brudzewo bei Kalisz; † 1497 in Vilnius) war polnischer Astronom und Mathematiker.
Albert Blar de Brudzewo wurde an der Karls-Universität Prag ausgebildet und lehrte als Professor zwanzig Jahre an der Jagiellonen-Universität Krakau. Sein Studienmaterial waren Peuerbachs Theorie der Planeten und Regiomontanus’ astronomische Tafeln. Blar gab seine letzten astronomischen Kurse in Krakau im Jahre 1490. Sein prominentester Schüler war der Astronom Nicolaus Copernicus, welcher nach 1490 sein Studium begann, also zu einer Zeit, als Blar nur Aristoteles lehrte. Es gilt als möglich, dass Copernicus private Diskussionen mit Blar führte, da dieser als Haupt des Bursa Hungarorum genannten studentischen Schlafsaals in engem Kontakt mit den Studenten stand.
Albert Blar verließ Krakau 1494 und ging nach Vilnius als Sekretär des Großfürsten Alexander von Litauen, der später König von Polen wurde.
Zur Herkunft siehe auch: Brause (Adelsgeschlecht)